# PHM Racing
PHM Racing — немецкая автогоночная команда. Команда начала участвовать в Итальянской Формуле-4, ADAC Формуле-4 и Формуле-4 ОАЭ в 2022 году. В 2023 году команда выступает в региональном чемпионате Формулы Ближнего Востока, Итальянской Формуле-4 и чемпионате Формулы-4 ОАЭ. Команда будет выступать в Формуле-2 и Формуле-3 в 2023 году.

## История команды
Став преемником команды Mücke Motorsport, которая закрыла свою формульную программу в конце 2021 года, PHM Racing была основана Паулем Мюллером с персоналом, в основном состоящим из бывших сотрудников команды Mücke Motorsport, с целью стать некоммерческой организацией. Команда впервые выступила в гонках в чемпионате ОАЭ Формулы-4 в 2022 году. За неё выступали Никита Бедрин, Джонас Рид и Тейлор Барнард. После кампании, которая принесла команде первую в истории победу в гонках с Барнардом и еще пару побед, принесенных Бедрином, владелец команды Пауль Мюллер объявил, что они вступят в итальянскую Формулу-4 и немецкую Формулу-4.